# Mardanschah
Mardanschah (Mardānšāh, mittelpersisch Martānšāh, in den griechischsprachigen byzantinischen Quellen Merdasas; gestorben im Februar 628) war ein  sassanidischer Kronprinz und der älteste Sohn des Sassanidenkönigs Chosrau II. aus dessen Ehe mit der Christin Schirin.
Mardanschah war nur einer von fast 20 Söhnen, die Chosrau II. mit verschiedenen Frauen gezeugt hatte. Schirin war jedoch offenbar Chosraus Lieblingsfrau und hatte beachtlichen Einfluss auf den König. So gelang es ihr, Siroe, den ältesten Sohn Chosraus, aus der Thronfolge zu verdrängen und stattdessen Mardanschah als Nachfolger Chosraus durchzusetzen. 
Das Sassanidenreich war zu diesem Zeitpunkt in einen seit 603 andauernden Krieg mit der anderen spätantiken Großmacht verwickelt, dem oströmischen Reich unter Kaiser Herakleios. Dieser „letzte große Krieg der Antike“ (James Howard-Johnston) hatte Ostrom an den Rand des Untergangs gebracht. 627 konnte Herakleios, der mit einem Heer ins persische Herzland vorgestoßen war, jedoch einige Erfolge verbuchen, zumal gleichzeitig die mit Herakleios verbündeten Kök-Türken Persien bedrohten. All dies versetzte Chosrau II. anscheinend in Panik, der seinen Rückhalt bei den Großen des Reiches verlor. 
Es kam zu einer gegen Chosrau gerichteten Adelsverschwörung, der zahlreiche prominente Personen aus Adel und Militär angehörten. Ihr Ziel war die Beendigung des Krieges mit Ostrom und den Türken, wobei sie offenbar jegliches Vertrauen in den König verloren hatten. Dies führte im Februar 628 zur Einkerkerung des Königs. Siroe, der übergangene Thronfolger, war von der Spitze der Verschwörer als Nachfolger vorgesehen und bestieg als Kavadh II. den Sassanidenthron. Um seine Macht abzusichern, ließ er alle seine (Halb-)Brüder hinrichten. Dieses Schicksal traf auch Mardanschah, der angeblich vor den Augen seines Vaters getötet wurde.
Chosrau wurde kurz darauf ebenfalls ermordet, doch Kavadh II. verstarb nur wenige Monate später. Der Krieg mit Ostrom konnte bald beendet werden, doch für das Sassanidenreich folgte eine Zeit der Wirren und Thronkämpfe, die erst 632 mit der Thronbesteigung Yazdegerds III. endete. Bald darauf brachen jedoch die Araber sowohl in das oströmische als auch in das sassanidische Reich ein (siehe Islamische Expansion); während Ostrom ein Restreich retten konnte, ging das Sassanidenreich 651 unter.